# One Limassol
One Limassol, également connu simplement sous le nom de One, est un gratte-ciel résidentiel à Limassol, Chypre. La construction du projet devait commencer au début de 2016, mais elle est repoussée à novembre 2017.[réf. nécessaire]
Il compte un total de 38 étages et s'élève à une hauteur de 170 mètres,, ce qui en fait, en 2024, le plus haut bâtiment de Chypre, et la plus haute tour résidentielle de bord de mer d'Europe. La tour One est conçue par les architectes Hakim Khennouchi (WKK Architects) et Eraclis Papachristou Architects. La conception structurelle est réalisée par Buro Happold Engineering et PPA.
En raison de la forme concave complexe qui varie en hauteur, des consultants en géométrie et calcul SEAMLEXITY  sont utilisés pour optimiser et séparer la peau en panneaux GRC doublement courbes.